# Hồ chứa nước MacRitchie

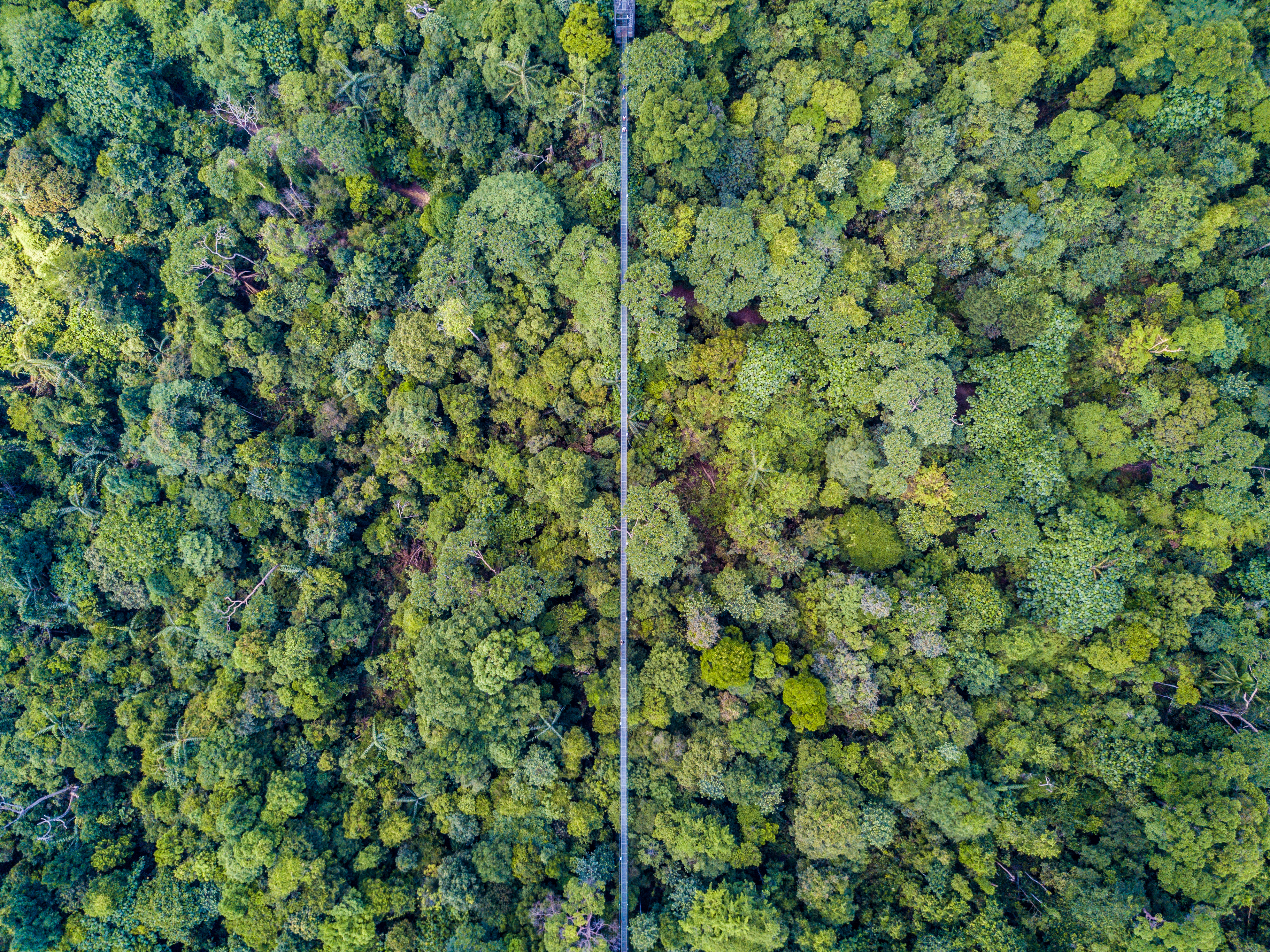
Cầu treo hồ chứa nước MacRitchie

Hồ chứa nước MacRitchie là hồ chứa nước lâu đời nhất của Singapore. Hồ được hoàn thành vào năm 1868 bằng cách lấy nước từ một kẽ đê đất, và sau đó được gọi là Hồ chứa nước Thomson.